# Оранжевото е новото черно
„Оранжевото е новото черно“ (на английски: Orange Is the New Black) е американски сериал, създаден от Дженджи Коен.
Базиран е на книгата „Оранжевото е новото черно: Една година в женски затвор“ на Пайпър Чапман. Премиерата на сериала е на 11 юли 2013 г., а на 9 юни 2017 г. излиза и петият сезон на сериала. Сериалът се радва на възторжени отзиви и печели 12 награди „Еми“ за първия си сезон.

## Сюжет
| Сезон | Сезон | Епизоди | Премиера    |
| ----- | ----- | ------- | ----------- |
|       | 1     | 13      | 11 юли 2013 |
|       | 2     | 13      | 6 юни 2014  |
|       | 3     | 13      | 11 юни 2015 |
|       | 4     | 13      | 17 юни 2016 |

Основна сюжетна линия на сериала е съдбата на Пайпър Чапмън – прехвърлила 30-те жена от Ню Йорк, осъдена да прекара 15 месеца във федералния затвор Личфийлд. Причина за това е обвинение в пренос на куфарче с пари, послужили за нелегална трансакция, до приятелката ѝ – Алекс Вос, участник в схема за транспорт и пласмент на наркотични вещества. Престъпното деяние е извършено 10 години преди началния момент на фабулата и Пайпър води улегнал и безметежен живот с годеника си в Ню Йорк. Внезапно настигнат от разнобагреното ѝ минало, животът на Чапмън губи блясъка на буржоазното си спокойствие и поема по неведомия път на законодателната система.
Вече в затвора среща бившата си приятелка Алекс, дала показания против Чапмън при задържането си, ставайки причина за ареста на героинята. Попаднали все пак дружно в изправителната институция, преразглеждат отношенията, както помежду си, така и с останалите затворнички.
Сериалът въвежда и куп други герои, като често използва ретроспекция в изграждането им като достоверни персонажи. Различни сцени от миналото им насочват към гротескната съдба на обикновения човек, потънал в упадъчния социум на съвременния свят. Именно тези отсенки на чисто човешката мирова скръб придават на сериала изумителна правдоподобност и изтъкват особения талант на авторския колектив.

## Актьорски състав и персонажи

### Главни герои
| Актьор           | Персонаж                    | Роля              | Сезони        | Сезони        | Сезони | Сезони | Сезони                            |
| Актьор           | Персонаж                    | Роля              | 1             | 2             | 3      | 4      | 5                                 |
| ---------------- | --------------------------- | ----------------- | ------------- | ------------- | ------ | ------ | --------------------------------- |
| Тейлър Шилинг    | Пайпър Чапмън               | Затворник         | Главен        | Главен        | Главен | Главен |                                   |
| Лора Прийпон     | Алекс Вос                   | Затворник         | Главен        | Второстепенен | Главен | Главен | Главен                            |
| Майкъл Дж. Харни | Сам Хили                    | Съветник          | Главен        | Главен        | Главен | Главен |                                   |
| Мишел Хърст      | Мис Клодет Пелаж            | Затворник         | Главен        |               |        |        |                                   |
| Кейт Мългрю      | Галина „Червената“ Режников | Затворник         | Главен        | Главен        | Главен | Главен | Главен                            |
| Джейсън Бигс     | Лари Блум                   | Годеник на Пайпър | Главен        | Главен        |        |        |                                   |
| Узо Адуба        | Сюзън „Лудооката“ Уорън     | Затворник         | Второстепенен | Главен        | Главен | Главен | Главен                            |
| Даниъл Брукс     | Таша „Тейсти“ Джеферсън     | Затворник         | Второстепенен | Главен        | Главен | Главен | Главен                            |
| Наташа Лион      | Ники Никълс                 | Затворник         | Второстепенен | Главен        | Главен | Главен | Главен                            |
| Тайрън Менинг    | Тифъни Доджет               | Затворник         | Второстепенен | Главен        | Главен | Главен |                                   |
| Селенис Лейва    | Глория Мендоза              | Затворник         | Второстепенен | Второстепенен | Главен | Главен | Главен                            |
| Ейдриън Мур      | Синди „Черната Синди“ Хейс  | Затворник         | Второстепенен | Второстепенен | Главен | Главен | Главен                            |
| Даша Поланко     | Даянара „Дая“ Диаз          | Затворник         | Второстепенен | Второстепенен | Главен | Главен | Второстепенен                     |
| Ник Сандъл       | Джо Кейпуто                 | Асистент-началник | Второстепенен | Второстепенен | Главен |        |                                   |
| Яел Стоун        | Лорна Морелло               | Затворник         | Второстепенен | Второстепенен | Главен | Главен | Главен                            |
| Самира Уили      | Поусей Уошингтън            | Затворник         | Второстепенен | Второстепенен | Главен | Главен | Второстепенен, въпреки смъртта и. |

## Продукция
През Юли 2011 е известено, че Lionsgate Television и Netflix водят преговори за прибавяне на „Оранжевото е новото черно“, адаптация на мемоарите на Пайпър Керман, към оригиналните продукции на Netflix. Netlix затвърждават проекта като 13-епизоден сериал, който ще бъде достояние директно в интернет-платформата на компанията. Кастингът започва през август 2012, като Тейлър Шилинг е избрана за главната роля наред с Джейсън Бигс.
Лора Прийпон и Яел Стоун са присъединени на второ място, последвани от Лаверн Кокс, транссексуална актриса за ролята на транссексуалната София Бурсет. Списанието The Advocate изтъква сериала като вероятно първата американска продукция, която включва транссексуална жена за подобна роля.
Действието се развива в гр. Личфийлд, който, макар и реална локация, не разполага с изправително заведение. Снимките започват в някогашния център за душевно болни деца в Рокланд Кънтри, Ню Йорк през март 2013.
На 27 юли 2013, непосредствено след премиерата на сериала, Netflix подновява договора за втори сезон от нови 13 епизода. На редица второстепенни персонажи са отдадени главни роли, а на 5 май 2014 е оповестен и третият сезон на продукцията. През 2016 излиза и четвъртият сезон на сериала, а на 9 юни 2017 и петият от продукцията. Netflix обяви, че ще идължи своята оригинална продукция с още един нов сезон.

## Критика и рецензии
Първият сезон на сериала среща одобрение и сред интелектуалната прослойка на дейните критици. Рейтингът му в IMDB възлиза на 8,4/10, Metacritic го увенчават със 79 точки от възможни 100, а сайтът Rotten Tomatoes оценява продукцията с 93% и я определя като умело съчетание от черен хумор и драматични внушения, примесени с интересни персонажи и интригуваща ретроспекция.
Ханк Стювър, критик за Washington Post, прави следното изявление: „В този възхитителен проект на Дженджи Коен затворът е все още бездна на падението. Освен това обаче е преизпълнен от безброй човешки емоции, съживени образно в свят, където дори парче дъвка би могло да възпламени любовна афера или смъртна заплаха“.
Маурин Райър от The Huffington Post споделя: „Сериалът е най-добрият проект тази година и епизодите, които изгледах, ме оставиха гладна за още“.